# 浙江在线
浙江在线，全称浙江在线新闻网站，成立于2002年12月，是中华人民共和国浙江省惟一的省级重点新闻网站与综合性门户网站，是国务院新闻办确定的地方重点新闻网站，网站立足浙江，成为浙江的「新闻家、财富家、生活家」是网站的定位。

## 简介
浙江在线前身为浙报集团旗下的浙江在线互联网站、浙江省外宣办所属的中国浙江网和浙江广播电视集团旗下的浙江电视台网站。浙江在线是继浙江日报、浙江电台和浙江电视台之后的新兴省级主流媒体。2010年底完成转企改制纳入浙报集团管理。
网站提供大量的及时新闻，以及数字报、手机报、手机短信、互动直播、论坛、博客、微博、在线调查、全文检索、数码冲印、在线多媒体点播、分类信息查询等文字、图片、视频、音频相结合的网络信息服务。
网站日访问量1500多万人次，网站目前日均更新量达4000条以上，进入中国地方重点新闻网站前五强，全国综合影响力也排名前列。